# Joscelin III. z Edessy
Joscelin III. z Edessy (nebo též Jocelin III.;zemřel v devadesátých letech 12. století) byl od roku 1159 titulárním křižáckým hrabětem z Edessy. Joscelin III. byl synem hraběte Joscelina II. a jeho ženy Beatrice. Po svém otci zdědil titul hraběte z Edessy, ačkoliv Edessa byla Turky dobyta roku 1144 a zbytky Edesského hrabství, včetně Turbesselského panství byly dobyty nebo prodány Byzantské říši několik let před tím, než Joscelin III. svůj titul získal.

## Život v exilu
Joscelin žil v exilu v Jeruzalémském království, kde si díky sňatku dokázal zajistit území kolem velkoměsta Akkonu, kde si zřídil své panství. Joscelinova sestra Anežka z Courtenay se provdala za mladšího bratra krále Balduina III. Amauryho, se kterým byla donucena se rozvést, když se Amaury měl stát králem.
Roku 1164 byl Joscelin III. byl v bitvě u Harimu zajat synem dobyvatele Edessy, Núr ad-Dínem. V zajetí zůstal až do roku 1176, kdy jeho sestra zaplatila za Joscelinovu svobodu výkupné. Po návratu do Jeruzaléma Joscelina III. jeho synovec, jeruzalémský král Balduin IV. jmenoval jeruzalémským senešalem. Jeho povýšení muselo však čelit rivalitě králových příbuzných z otcovy strany, zejména hraběte z Tripolisu Raimonda.
Roku 1180 Joscelin odjel jako velvyslanec Jeruzalémského království do Konstantinopole, hlavního města Byzance. Poté, co se králova nevlastní sestra Isabela zasnoubila s Homfroiem IV. z Toronu, přešel hrad Toron a přilehlý majetek do královské sféry výměnou za peněžní léno. Poté část z panství, Chastel Neuf, udělil Joscelinovi a samotný Toron dal do správy své matce Anežce.
Po smrti krále Balduina IV. roku 1185 se Joscelin stal osobním strážcem jeho nástupce, Balduina V., který byl stále nezletilý a proto regentská vláda spočinula v rukách Raimonda z Tripolisu. Raimond s Joscelinovou ochranou krále souhlasil, neboť kdyby král zemřel a jeho ochranu by měl na starosti Raimond III., mohl by být obviněn z jeho smrti, neboť jako příbuzný Balduina V. v mužské linii si mohl činit nároky na trůn. Joscelin, jako strýc z matčiny strany si žádné nároky činit nemohl, měl proto zájem na tom, aby mladičký král zůstal naživu. Navíc krále podpořil i jeho děd z otcovy strany Vilém V. z Montferratu, který na Blízký východ dorazil z Itálie. Nicméně Balduin V. byl velmi nemocný a zemřel následujícího roku v Akkonu. Joscelin a Vilém V. jeho tělo doprovodili do Jeruzaléma, kde bylo pohřbeno.
V roce 1186 nový král Guy de Lusignan potvrdil Joscelina jako pána Chastel Neufu a přilehlých území a navíc přidal i samotný hrad Toron. Tento majetek postupně Joscelin dal jako věno své nejstarší dceři Beatrice, která byla zasnoubena s královým mladším bratrem Guillaumem. Její mladší sestra Anežka se provdala za jednoho z Guyových synovců, ale pokud by Beatrice zemřela nezletilá, Guillaume by se následně oženil s Anežkou.
Když vypukla válka křižáků se Saladinem, Joscelin III. podpořil krále a přidal se k jeho vojsku. Spolu Balianem z Ibelinu velel zadnímu voji. Jeruzalémské vojsko se Saladinem střetlo u rohů Hattínu, kde křižáci utrpěli zdrcující porážku. Balianovi i Joscelinovi se podařilo probít se z obklíčení, kde následně oba hledali útočiště v Tyru. Během třetí křížové výpravy se Joscelin III. podílel na obléhání Akkonu, na kterém se podílel i jeruzalémský král Guy, propuštěný ze zajetí, i anglický král Richard Lví srdce a francouzský král Filip August.
Joscelin III. během obléhání nejspíše zemřel, protože několik měsíců po smrti královny Sibyly, když získala nárok na korunu její sestra Isabella, která byla z tohoto důvodu rozvedena, začal si její bývalý manžel Homfroi IV. znovu nárokovat panství Chastel Neuf a hrad Toron, který už mohl být mezitím znovudobyt křižáky. Pokud však v té době ještě Joscelin žil, nepokoušel se Homfroiovým nárokům nikterak zabránit. V říjnu roku 1200 již byl poslední edesský hrabě zcela jistě mrtev. Jeho panství v okolí pozdějšího hlavního města Jeruzalémského království Akkonu bylo jeho dcerami prodáno

## Rodina
Poté, co byl roku 1176 propuštěn ze zajetí, oženil se Joscelin s Anežkou z Milly, dcerou barona z Petry Jindřicha, s níž měl dvě dcery:
- Beatrice
- Anežka